# شدو خارپشت (بازی ویدئویی)
شدو خارپشت یک بازی پرشی توسعه‌یافته توسط سگا استودیوز آمریکا می‌باشد که در سال ۲۰۰۵ توسط سگا منتشر گردید.